# David Jackson (tir à l'arc)
David Jackson est un archer français né le 15 mai 1992. Il est notamment double champion du monde de tir 3D en 2019, en individuel et par équipe.

## Biographie
Le 15 novembre 2019, il est élu archer de l'année par la Fédération française de tir à l'arc. Il est en compétition contre Sophie Dodemont, Adrien Gontier, Christine Gauthe et Mélanie Gaubil. Il remporte la victoire avec 559 voix sur plus de 2000, avec 1 voix d'avance sur Sophie Dodemont. Il est devenu triple champion du monde en 2022. Il est de nouveau élu archer de l'année le 2 décembre 2022, par la Fédération française de tir à l'arc.
En février 2025, il est médaillé d'argent en arc à nu par équipes et médaillé de bronze en arc à nu en individuel aux championnats d'Europe en salle.

## Palmarès

### Championnats du monde

#### Tir 3D
- 2024 :  Médaille d'or en double mixte
- 2019 :  Médaille d'or en individuel
- 2019 :  Médaille d'or par équipe

### Championnats d'Europe en salle

#### Tir nu
- 2025 :  Médaille d'argent par équipe
- 2025 :  Médaille de bronze en individuel

### Championnat de France

#### Tir Campagne
- 2010 :  Médaille d'or en individuel
- 2019 :  Médaille d'or en individuel

#### Tir 3D
- 2019 :  Médaille d'or en individuel

#### Tir nature
- 2019 :  Médaille d'or en individuel

#### Tir en salle
- 2019 :  Médaille d'or en individuel